# Lepidocephalichthys alkaia
Lepidocephalichthys alkaia is een straalvinnige vissensoort uit de familie van de modderkruipers (Cobitidae). De wetenschappelijke naam van de soort is voor het eerst geldig gepubliceerd in 2010 door Havird & Page.